# Amphoe Pak Tho
Amphoe Pak Tho (Thai: อำเภอปากท่อ) ist ein Landkreis (Amphoe – Verwaltungs-Distrikt) in der Provinz Ratchaburi. Die Provinz Ratchaburi liegt in der Zentralregion von Thailand. 

## Geographie
Benachbarte Bezirke (von Westen im Uhrzeigersinn): die Amphoe Ban Kha, Chom Bueng, Mueang Ratchaburi und Wat Phleng der Provinz Ratchaburi, Amphoe Amphawa der Provinz Samut Songkhram sowie die Amphoe Khao Yoi und Nong Ya Plong der Provinz Phetchaburi.

## Geschichte
Die Regierung trennte um 1900 einen Teil des Amphoe Mueang Ratchaburi ab und richtete daraus einen neuen Landkreis ein, der „Tha Nat Wat Pradu“ (ท่านัดวัดประดู่) genannt wurde. Das Verwaltungsgebäude lag vor dem Pradu-Kloster (Wat Pradu) am Pradu Kanal (Khlong Pradu) im Tambon Chom Prathat – dieser Ort gehört heute zum Amphoe Wat Phleng. Zum Landkreis gehörte ebenfalls der Tambon Pak Tho. Da die Kreisverwaltung auch nahe dem Om-Fluss lag, wurde der Bezirk auch „Maenam Om“ (แม่น้ำอ้อม) genannt. In der Trockenzeit war der Wasserstand des Khlong Pradu zu niedrig, um schiffbar zu sein und es gab zu jener Zeit keine Straßen. Daher wurde 1917 die Kreisverwaltung in die Nähe des Bahnhofs im Tambon Pak Tho verlegt. Die Gegend um die bisherige Kreisverwaltung wurde zum Amphoe Wat Phleng.

## Verwaltung

### Provinzverwaltung
Der Landkreis Pak Tho ist in zwölf Tambon („Unterbezirke“ oder „Gemeinden“) eingeteilt, die sich weiter in 85 Muban („Dörfer“) unterteilen.
| Nr.  | Name           | Thai      | Muban | Einw.  |
| ---- | -------------- | --------- | ----- | ------ |
| 01.  | Thung Luang    | ทุ่งหลวง    | 16    | 13.227 |
| 02.  | Wang Manao     | วังมะนาว   | 07    | 04.942 |
| 03.  | Don Sai        | ดอนทราย   | 09    | 09.438 |
| 04.  | Nong Krathum   | หนองกระทุ่ม | 08    | 05.836 |
| 05.  | Pak Tho        | ปากท่อ     | 08    | 07.510 |
| 06.  | Pa Kai         | ป่าไก่      | 05    | 03.176 |
| 07.  | Wat Yang Ngam  | วัดยางงาม  | 05    | 02.376 |
| 08.  | Ang Hin        | อ่างหิน     | 07    | 04.740 |
| 09.  | Bo Kradan      | บ่อกระดาน  | 04    | 02.638 |
| 010. | Yang Hak       | ยางหัก     | 08    | 07.299 |
| 011. | Wan Dao        | วันดาว     | 03    | 0807   |
| 012. | Huai Yang Thon | ห้วยยางโทน | 05    | 04.107 |

### Lokalverwaltung
Es gibt zwei Kommunen mit „Kleinstadt“-Status (Thesaban Tambon) im Landkreis:
- Pak Tho (Thai: เทศบาลตำบลปากท่อ) bestehend aus Teilen des Tambon Pak Tho.
- Thung Luang (Thai: เทศบาลตำบลทุ่งหลวง) bestehend aus dem kompletten Tambon Thung Luang.

Außerdem gibt es zehn „Tambon-Verwaltungsorganisationen“ (องค์การบริหารส่วนตำบล – Tambon Administrative Organizations, TAO)
- Wang Manao (Thai: องค์การบริหารส่วนตำบลวังมะนาว) bestehend aus dem kompletten Tambon Wang Manao.
- Don Sai (Thai: องค์การบริหารส่วนตำบลดอนทราย) bestehend aus dem kompletten Tambon Don Sai.
- Nong Krathum (Thai: องค์การบริหารส่วนตำบลหนองกระทุ่ม) bestehend aus dem kompletten Tambon Nong Krathum.
- Pak Tho (Thai: องค์การบริหารส่วนตำบลปากท่อ) bestehend aus dem kompletten Tambon Wan Dao und Teilen des Tambon Pak Tho.
- Pa Kai (Thai: องค์การบริหารส่วนตำบลป่าไก่) bestehend aus dem kompletten Tambon Pa Kai.
- Wat Yang Ngam (Thai: องค์การบริหารส่วนตำบลวัดยางงาม) bestehend aus dem kompletten Tambon Wat Yang Ngam.
- Ang Hin (Thai: องค์การบริหารส่วนตำบลอ่างหิน) bestehend aus dem kompletten Tambon Ang Hin.
- Bo Kradan (Thai: องค์การบริหารส่วนตำบลบ่อกระดาน) bestehend aus dem kompletten Tambon Bo Kradan.
- Yang Hak (Thai: องค์การบริหารส่วนตำบลยางหัก) bestehend aus dem kompletten Tambon Yang Hak.
- Huai Yang Thon (Thai: องค์การบริหารส่วนตำบลห้วยยางโทน) bestehend aus dem kompletten Tambon Huai Yang Thon.